# Bogumiły (Budry)
Bogumiły (deutsch Amalienhof) ist ein Ort in der polnischen Woiwodschaft Ermland-Masuren, der zur Landgemeinde Budry (Buddern) im Powiat Węgorzewski (Kreis Angerburg) gehört.

## Geographische Lage
Bogumiły liegt im Nordosten der Woiwodschaft Ermland-Masuren, nördlich der Trasse der früheren Bahnstrecke Angerburg–Goldap (polnisch Węgorzewo–Gołdap). Die Kreisstadt Węgorzewo (Angerburg) ist neun Kilometer in südwestlicher Richtung entfernt.

## Geschichte
Das ehemalige Amalienhof hieß bis zum 25. September 1885 Abbau Lauf und bestand im Wesentlichen aus einem großen Hof. Der kleine Ort war ein Wohnplatz der Landgemeinde Buddern (polnisch Budry), die bis 1945 zum gleichnamigen Amtsbezirk im Kreis Angerburg im Regierungsbezirk Gumbinnen der preußischen Provinz Ostpreußen gehörte.
In Kriegsfolge kam Amalienhof 1945 mit dem gesamten südlichen Ostpreußen zu Polen und erhielt die polnische Bezeichnung Bogumiły. Heute ist der Ort Teil der Landgemeinde Budry im Powiat Węgorzewski, vor 1998 zur Woiwodschaft Suwałki, seither zur Woiwodschaft Ermland-Masuren zugehörig.

## Religionen
Das einstige Amalienhof war bis 1945 in die evangelische Kirche Buddern innerhalb der Kirchenprovinz Ostpreußen der Evangelischen Kirche der Altpreußischen Union sowie in die katholische Kirche Zum Guten Hirten Angerburg im Bistum Ermland eingepfarrt. Heute gehören die katholischen Einwohner Bogumiłys zur Pfarrei Budry im Bistum Ełk (Lyck) der Römisch-katholischen Kirche in Polen. Die evangelischen Kirchenglieder orientieren sich zur Kirchengemeinde in Węgorzewo (Angerburg), einer Filialgemeinde der Pfarrei in Giżycko (Lötzen) in der Diözese Masuren der Evangelisch-Augsburgischen Kirche in Polen.

## Verkehr
Bogumiły ist auf einem Landweg von Budry (Buddern) aus in wenigen Kilometern erreichbar und findet dadurch schnellen Anschluss an die polnische Woiwodschaftsstraße DW 650 (einstige deutsche Reichsstraße 136), die Węgorzewo (Angerburg) mit Gołdap (Goldap) verbindet. Die ab 1899 bestehende Bahnstrecke Angerburg–Goldap mit ihrer nächstgelegenen Bahnstation Budry ist seit Ende des Zweiten Weltkrieges nicht mehr in Betrieb und teilweise demontiert.